# Olen
Olen (nederländskt uttal: [ˈoːlə(n)]) är en stad och kommun i provinsen Antwerpen i regionen Flandern i Belgien. Staden ligger cirka 33 kilometer sydost om Antwerpen samt cirka 49 kilometer nordost om Bryssel. Kommunen har cirka 12 560 invånare (2020).
År 1923 upprättades en fabrik för framställning av radium i Olen, där större delen av världsproduktionen då framställdes. Råmaterialet, uranmalm hämtades från Katanga i Belgiska Kongo.